# Giovanni Giolitti
Giovanni Giolitti (Mondovì, 27 de octubre de 1842-Cavour, 17 de julio de 1928) fue un político italiano, cuya actividad como ministro y parlamentario tuvo gran influencia sobre el desarrollo del Reino de Italia durante casi cuatro décadas, abarcando desde 1880 hasta los inicios del fascismo. Su marca política fue el "trasformismo", táctica en la cual los líderes políticos liberales de Italia alcanzaban pactos informales para aislar a los sectores de extrema izquierda y de extrema derecha para obtener ventajas y beneficios de toda especie. La gran influencia de Giolitti motivó que la historiografía italiana denomine al periodo de 1901 a 1914 como la "Era Giolittiana" (o Età giolittiana).

## Biografía

### Primeros años
Nació el 27 de octubre de 1842 en la localidad piamontesa de Mondovì (Italia). Hijo de un alto funcionario de la ciudad de Mondovi (Piamonte), quedó huérfano de padre al año de nacido. Licenciado en Derecho, por la Universidad de Turín, se graduó con apenas diecinueve años al tener la posibilidad de cursar tres años de estudio en apenas uno, tras lo cual se inclinó por la administración pública por influencia de sus tíos maternos. Ello le impidió implicarse activamente en el Risorgimento de la década de 1860 en Italia, pero le permitió acumular conocimientos de gestión pública y experiencia en administración. No obstante, su falta de experiencia militar durante el Risorgimento le sería reprochada por sus enemigos años después.
Giolitti fue inspector de finanzas desde 1873 e hizo una muy notable carrera en la burocracia del Reino de Italia, logrando un amplio conocimiento del mundo financiero y de la economía de su país, que le sería de gran ayuda años después.

### Carrera política

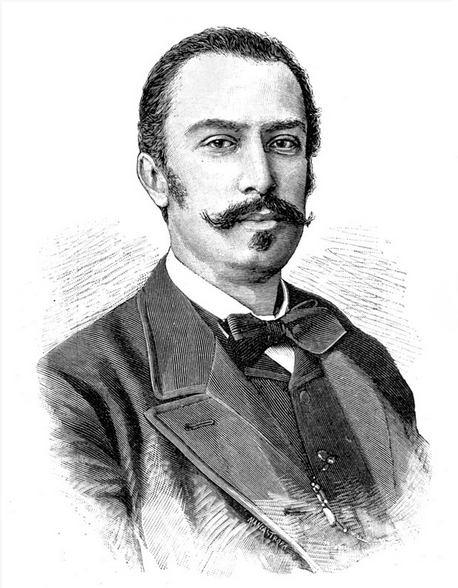
Giolitti en los inicios de su vida política

En 1882 fue nombrado consejero de Estado y electo diputado por la izquierda constitucional o "Sinistra Storica" formada por los liberales de corte anticlerical que habían tenido gran influencia ideológica durante el Risorgimento y ahora eran personajes poderosos en el joven Reino, lo cual inició su actividad como político profesional. Sus amplios conocimientos sobre finanzas le convirtieron en ministro de Finanzas en 1889 por petición de Francesco Crispi. 
Tras ello, su preeminencia en la política italiana aumentó y ganó aliados en el parlamento y en la corte de Saboya, con lo cual logró ascender al cargo de jefe de gobierno cuando el parlamento destituyó al gabinete del Marqués di Rudini en mayo de 1892.
Este primer cargo debió luchar con la agitación de los Fasci Siciliani pero su mayor dificultad fue cuando se vio implicado por el "Escándalo de Banca Romana" cuando una investigación gubernamental descubrió que la "Banca Romana" se hallaba en mala situación financiera debido a una irresponsable gestión: autorizada a emitir billetes de banco por un máximo de 60 millones de liras según sus reservas de oro y plata, la Banca Romana había emitido en realidad billetes de banco por casi 113 millones. Descubierto el grave fraude en 1889, las investigaciones dieron un vuelco dramático cuando el gerente bancario Bernardo Tanlongo denunció haber sobornado a importantes políticos (como Crespi y el propio Giolitti) para que le permitan seguir operando pese al enorme déficit. 
Giolitti logró evitar ser juzgado por complicidad con la Banca Romana y en septiembre de 1893 consiguió que el gobierno fundara la Banca d'Italia para centralizar la emisión de papel moneda, pero el escándalo le forzó a renunciar el 15 de diciembre de ese mismo año. Pese a este traspiés, Giolitti mantuvo su participación política durante la década de 1890 y continuó manifestando sus agudas opiniones sobre economía y finanzas, pero sin aceptar cargos públicos tras salvarse en 1894 de un juicio político por el caso de la Banca Romana.
Entendiendo el sentido de la política italiana, Giolitti aprovechó la indignación de los socialistas italianos, especialmente tras la masacre de Bava Beccaris en 1898, así como el "estado de sitio" impuesto por el gabinete del general Luigi Pelloux al año siguiente. El discurso de Giolitti postulaba que el gobierno debía mantenerse neutral en la lucha entre sindicatos y patronal, lo cual le atrajo la simpatía de los socialistas y también de la derecha (descontenta con la violencia de los militares).

### La "Era giolittiana"
Tras la crisis causada por la represión contra los obreros en el bienio 1898-1900, el 15 de febrero de 1901 asumió el poder el liberal Giuseppe Zanardelli, apareciendo Giolitti como ministro del interior del gabinete, y tornándose pronto en la principal figura del mismo debido a la mala salud de Zanardelli. La política de Giolitti se basaba en no intervenir contra las huelgas y promover el acuerdo entre patronos y sindicatos antes que el solo uso de la fuerza contra estos. 
Zanardelli renunció en noviembre de 1903 y de inmediato Giolitti le sucedió como primer ministro. De inmediato Giolitti formó gobierno tomando como base de su gabinete a una coalición de liberales con socialistas e incluso políticos católicos, antaño excluidos del poder. La meta de Giolitti era asegurar el crecimiento económico de Italia mediante un firme liberalismo económico, mezclado con un moderado proteccionismo, y buscando aislar a los elementos más radicales de cada sector (derechas o izquierdas), mostrando así a los "moderados" que la estabilidad política del país era lo que mejor convenía a sus intereses. 
Esto dio lugar al fenómeno del "trasformismo": las negociaciones y los pactos pronto tomaron primacía por encima de los principios ideológicos de cada grupo, dado que Giolitti no dudaba en sacrificar programas y consignas frente a la opción de la estabilidad, demostrando notable maestría en causar la caída de gabinetes "extremistas", al presentar proyectos de ley que forzaban una disolución del parlamento y nuevas elecciones (por ejemplo, lanzando un proyecto de impuesto sobre la renta a sabiendas de que nunca se aprobaría).
Precisamente, en nombre del "trasformismo" quedaron sepultados los viejos principios del liberalismo que habían cimentado el Risorgimento, y entonces, los críticos acusaron a Giolitti de pactar alianzas del gobierno con aventureros de toda especie, que aceptaban "jugar dentro del sistema" pese a los indicios de corrupción política en tales grupos. Así, industriales del Norte y mafiosos del Sur pactaron no afectar los intereses del gobierno a cambio de cuotas de poder, mientras los sindicatos de izquierda se beneficiaban por su parte, de leyes favorables (pensiones de jubilación, leyes para vivienda, estímulo a las cooperativas, etc); se luchaba primordialmente por mantener la "paz social".
Pese a esto, el crecimiento económico de Italia se mantuvo desde 1900 hasta 1914 de modo ininterrumpido, hubo una general subida de salarios y una mejora del nivel de vida de las masas, mientras la economía se beneficiaba de la "centralización" impulsada por la Banca d'Italia. A ello ayudó que Giolitti diera amplias facilidades a la emigración italiana (que alcanzó récords durante su mandato), para así balancear el exceso de mano de obra, y una industrialización activa del país, aunque ello a largo plazo aumentó la brecha entre el norte y el sur.
Tras una gran agitación social que le trajo la inquina de los socialistas, en 1905 dejó el poder al liberal Alessandro Fortis. Cuando Fortis fue reemplazado al año siguiente por Sidney Sonnino, supo volver al poder mediante maniobras parlamentarias, sin oponerse a Sonnino pero dejando a sus seguidores en libertad para hacerlo, con lo cual volvió al poder en mayo de 1906. Tras dejar de nuevo el gobierno en diciembre de 1909, usó similares tácticas para forzar una segunda caída del gabinete Sonnino, logrando que el sucesor de este, Luigi Luzzatti, le entregara de nuevo el cargo ministerial en marzo de 1911.
En su haber cuenta también el establecimiento del sufragio universal en 1913, como una jugada arriesgada para aplacar el renovado descontento de las masas, aunque señaló crudamente "Antes que dar derecho a votar deberíamos enseñar a esa masa a leer y escribir". Fracasó en su oposición a la Guerra Ítalo-Turca de 1912, que Giolitti juzgaba un despilfarro innecesario de fondos, pero debió ceder ante la presión del nacionalismo de las masas.

### Fuera del gobierno
Posteriormente, en marzo de 1914, Giolitti perdió el poder cuando los liberales radicales y los socialistas del parlamento le negaron su apoyo tras pactar abiertamente con la "Unión Católica Electoral", aunque retuvo su escaño parlamentario, pero logró que un aliado suyo, Antonio Salandra, le sucediera.

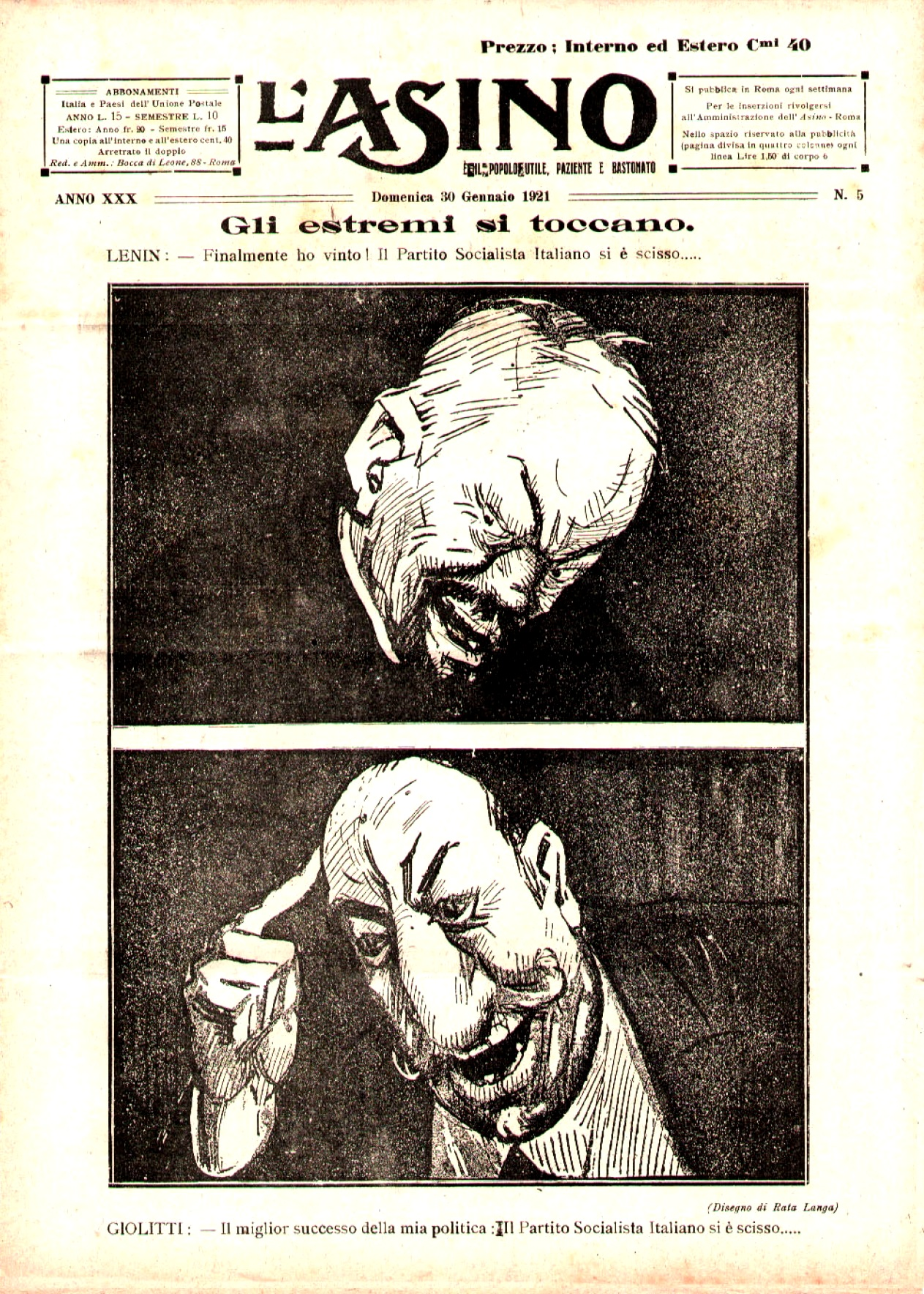
Lenin y Giolitti: «Gli estremi si toccano» (L'Asino, 30 de enero de 1921)

Después de ello se mostró partidario de la neutralidad italiana en la Primera Guerra Mundial, al juzgar que Italia no estaba preparada militarmente para una guerra a gran escala, lo cual le enfrentó con Saladra y Sonnino, pero el ingreso de Italia en la contienda en mayo de 1915 le forzó a colaborar diligentemente con el esfuerzo bélico. 
Al terminar la guerra volvió al poder (1920-1921) durante el "bienio rojo", como una "garantía de orden" contra el crecimiento de comunistas y socialistas, pero su incapacidad para hacer frente a una creciente tensión social y el auge del fascismo, le forzaron a llamar a elecciones en 1921. En esta instancia Giolitti fue vencido por amplio margen y prefirió retirarse del parlamento, aún como jefe de los liberales.

### Últimos años
Cuando el fascismo irrumpió con gran fuerza en la política italiana, Giolitti rehusó oponerse frontalmente a ellos, pese a la violencia de los "camisas negras", considerando que solo el fascismo podía impedir una deriva hacia la extrema izquierda. De hecho, tras la Marcha sobre Roma, Giolitti no se opuso a que Benito Mussolini fuera primer ministro, pues aún confiaba que los fascistas estarían forzados a "moderarse" al igual que los radicales del Risorgimento de su juventud, e inclusive votó a favor de la "Ley Acerbo" en noviembre de 1923.
Con el paso de los meses y el aumento de la violencia fascista, a sus ochenta y un años Giolitti votó contra las leyes "fascistísimas" de 1924 que obstruían la libertad de prensa, al perder la esperanza de una "moderación" de Mussolini, pasando a la oposición. Aunque Giolitti siguió siendo miembro del parlamento, esto lo sumía en la intrascendencia en tanto el viejo parlamentarismo había perdido toda importancia práctica ante las nuevas leyes de la dictadura fascista. Murió en Cavour, en julio de 1928 a los ochenta y cinco años de edad.